# Dama de Guardamar

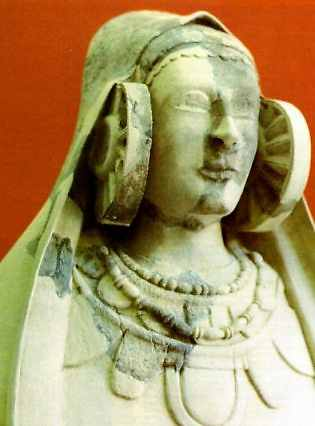
Dama de Guardamar

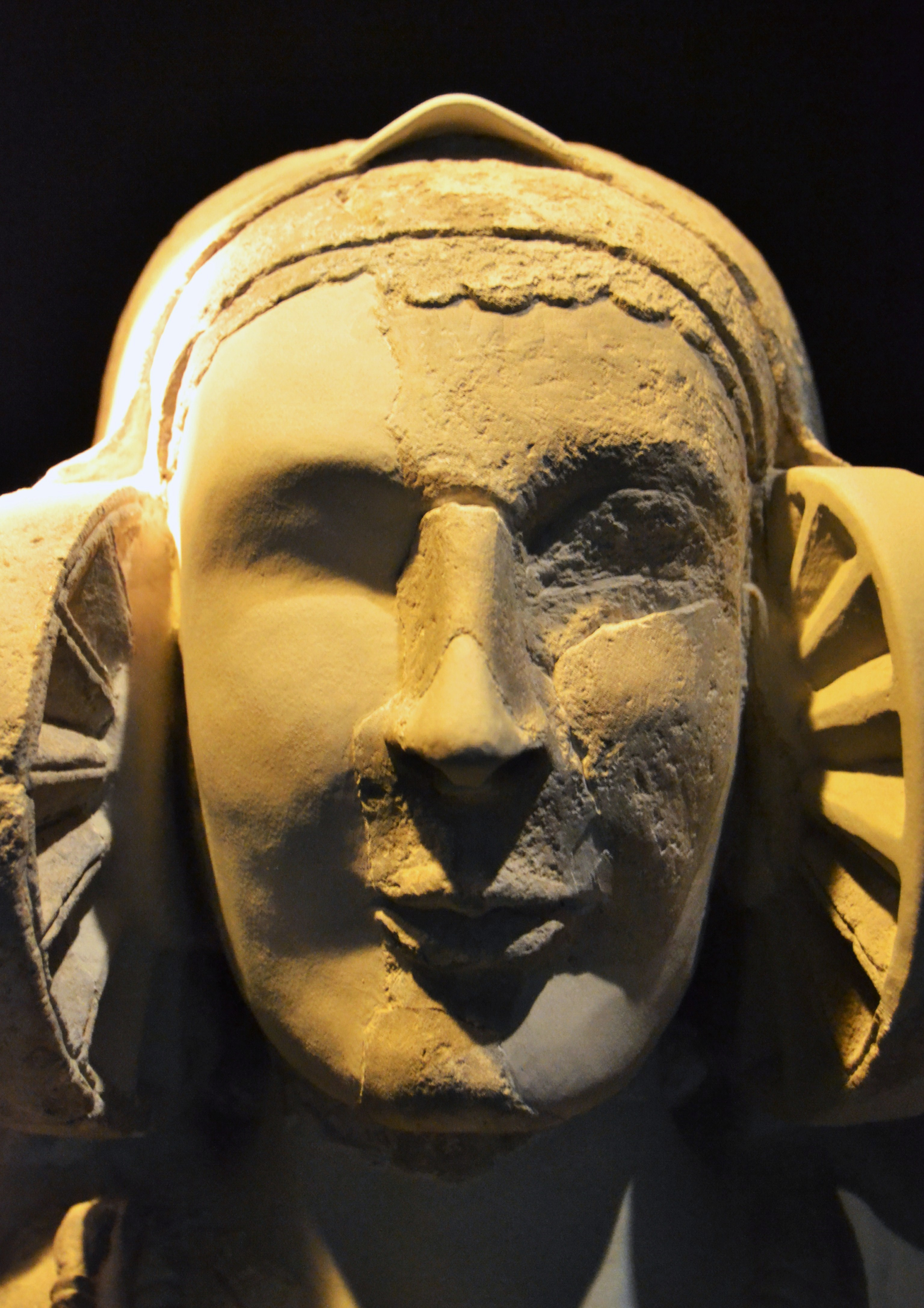
Detail

Die Dama de Guardamar, auch genannt Dama de Cabezo Lucero, ist eine nur bruchstückhaft erhaltene Frauenbüste der Iberischen Kunst aus dem ersten Viertel des 4. Jahrhunderts v. Chr.; sie befindet sich seit dem Jahr 2012 im Museo Arqueológico de Guardamar.

## Fund
Die Dama de Guardamar wurde am 22. September 1987 in einer Cabezo Lucero genannten Kultstätte bzw. Nekropolis an der Gemeindegrenze von Guardamar del Segura in der Provinz Alicante entdeckt. Archäologen datieren die Büste in Zeit zwischen 400 und 370 v. Chr. Bei der Entdeckung der Skulptur fand man nur Trümmer vor, die teilweise von Feuer geschwärzt waren. Im Museum von Alicante wurde eine umfangreiche Restaurierung vorgenommen, bei der die Teile gereinigt, ergänzt und wie ein Puzzle zusammengesetzt wurden. Im Jahr 1988 war die Restaurierung abgeschlossen.
In der unmittelbaren Umgebung des Fundortes entdeckte man mehrere Tierskulpturen, die möglicherweise zum Schutz des Heiligtums aufgestellt worden waren.

## Beschreibung
Die 50 cm hohe Büste ist aus feinkörnigem, zartgrauem Kalkstein gefertigt. Dargestellt ist eine Frau mit einem radartigen Ohrschmuck (Durchmesser je 16 × 2,5 cm), der mit einer über die Stirn laufenden Kette zusammengehalten wird. Sie trägt ein nahezu faltenloses haubenartiges, Tuch als Kopfbedeckung; darüber fällt ein weiteres Tuch (wahrscheinlich ein bodenlanger Überwurf) bis auf die Schultern. Das Kleid ist glatt; Webstrukturen sind nicht erkennbar. Als Halsschmuck trägt sie zwei Pektorale mit kleinen steinernen oder metallenen Anhängern sowie zwei unterschiedlich lange Halsketten aus flachen, ovalen und runden Perlen.

## Interpretation
Im Vergleich zur Dama de Elche, der sie im Gesamtaufbau ähnelt, wirkt Dama de Guardamar archaischer; Gesichtszüge, Haartracht, Schmuck und Kleidung sind weniger detailliert ausgeführt. Es könnte sich bei der Büste um das Porträt einer realen, aber idealisierten Frauengestalt handeln, vielleicht um einen Bestandteil der Begräbnisses einer Stammesfürstin oder Priesterkönigin; denkbar ist jedoch ebenso gut eine Figur aus der religiösen Vorstellungswelt der Iberer (eventuell eine Totengöttin).